# 温带

柯本氣候分類的溫帶地區

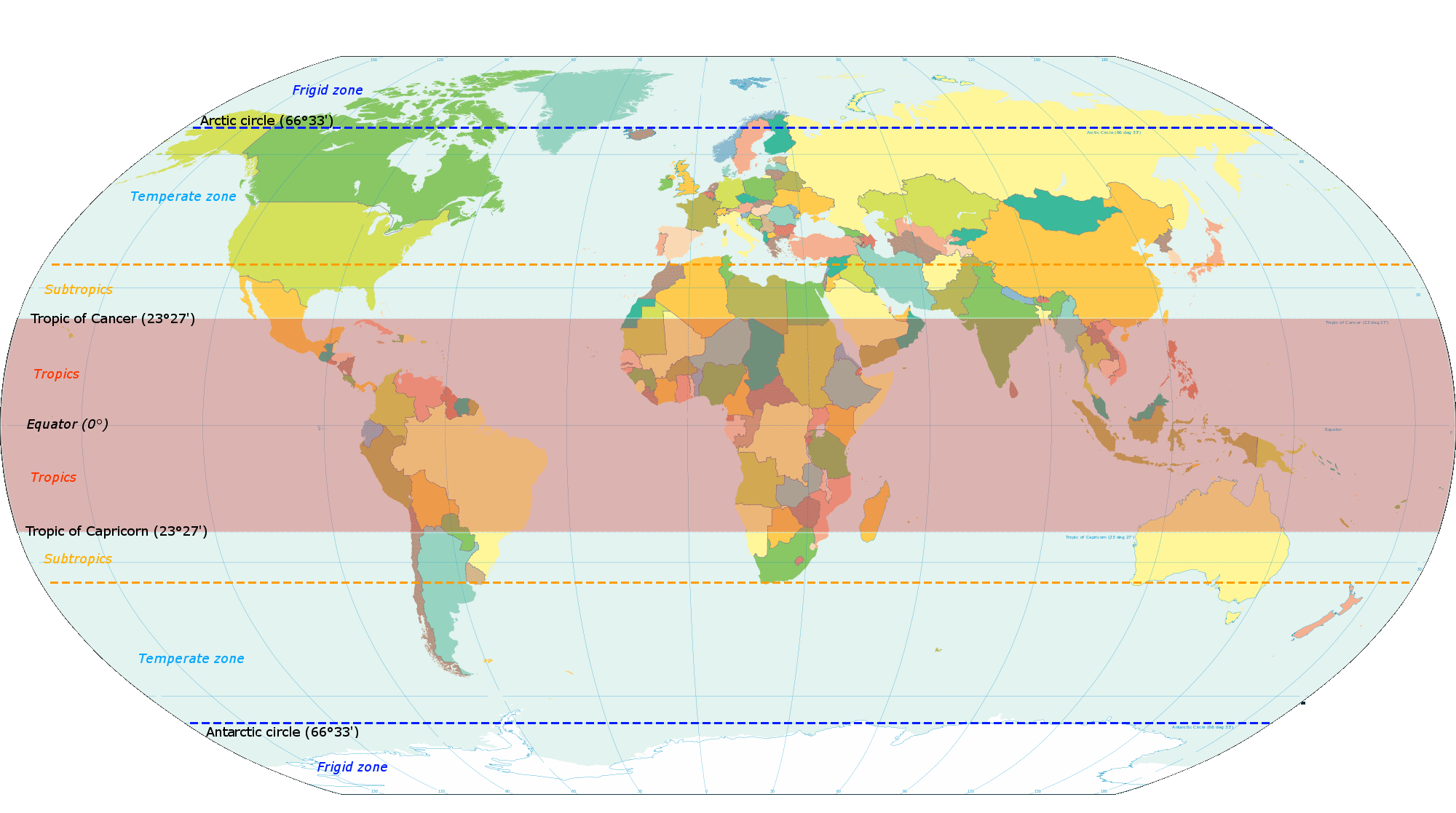
全球的氣候帶地圖。標示「Temperate Zone」的區域即為溫帶

溫帶（英語：Temperate climate），在地理學上，位於熱帶和極圈之間。在地理学意义上，北半球溫帶區的範圍是從北緯23.5°的北回歸線到北緯66.5°的北極圈之間，南半球溫帶區的範圍是從南緯23.5°的南回歸線到南緯66.5°的南極圈之間；但在气候学意义上，则是由各月的平均气温或积温来划分温带。温带气候即包括比较温和多雨的海洋气候，也包括四季分明和比较干燥的大陆性气候。温带的大多数地区位于西风带内。

## 氣候類型
柯本氣候分類法，屬於D類，分別是温带大陸性濕潤氣候（Dfa, Dwa, Dfb, Dwb）和副極地氣候（Dfc, Dwc, Dfd, Dwd, Dsc, Dsd）

## 温带的气候区
温带的气候区可以继续分为暖温带、凉温带和寒温带。整个温带的年平均气温为摄氏8度左右。

### 暖温带
暖温带有三个不同的定义：
1. 最热月的平均气温在摄氏22度以上，最冷月的平均气温在摄氏0度以下
2. 最热月的平均气温在摄氏10度和22度之间，最冷月的平均气温在摄氏0度以上
3. 全年积温在3200度到4500度之间

按照第一个定义北京属于暖温带，因为其六月至八月的平均气温在22摄氏度以上，按照第二个定义北京不属于暖温带，因为其一月的平均气温在0摄氏度以下。按照第二个定义中国秦岭、淮河以南的大部分地区可以算暖温带，而以北则属凉温带。
暖温带与亚热带的界线为年平均气温不到摄氏15度，在这个年平均气温以下为温带或寒带。

### 凉温带（中溫帶）
凉温带也有三个不同的定义：
1. 最热月的平均气温在摄氏10度和22度之间，最冷月的平均气温在摄氏0度以下
2. 最热月的平均气温在摄氏10度以上且至少有四个这样的月份，最冷月的平均气温在摄氏0度以下
3. 全年积温在1600度到3200度之间

与寒温带的区别在于年平均气温高于摄氏0度或者达到四个以上的月份均温超过摄氏10度。
按照第二个定义中国华北和东北的大多数地区属于凉温带。波兰和俄罗斯西部的大多数地区也属于凉温带。

### 寒温带
寒温带也有三个不同的定义：
1. 有且只有一到三个月的平均气温在摄氏10度和22度之间，最冷月的平均气温在摄氏0度以下
2. 年平均气温低于摄氏0度，同时最热月的平均气温高于摄氏10度
3. 全年积温小于1600度

与寒带的区分在于寒带的最热月的平均气温低于10摄氏度。寒温带亦称为“亚寒带”。
西伯利亚的大多数地区和黑龙江省的北部属于寒温带。

## 植被
温带湿润地带的森林有针叶林、阔叶林和两者的混合林，大陆内部的干旱地区也有草原、半沙漠和沙漠。